# 永汉电影院

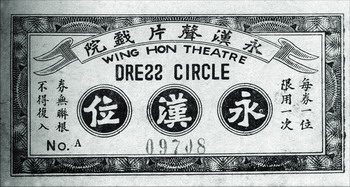
1920年代的永漢聲片戲院的門票

永汉电影院（英語：Wing Hon Theatre）位于广州市越秀区北京路与文明路交界处，为广州早期电影院之一。
其由胡君实于1927年建成，因地处永汉路（现称北京路），故名永汉戏院。1960年以专营放映新闻纪录片为主，曾改名新闻电影院，1986年复现名，曾列为全国十大专业电影院之一。于2010年2月23日停业进行升级改造，停业前建筑面积1644平方米，其中包括违章建筑面积208平方米，首层为临街商铺，二层为电影院，设6间电影厅，主影厅有380个座位。
2021年7月中戲院再完成近3個月的翻新改造，據稱裝修工程使用了嶺南懷舊風格，頂樓也再懸掛了戲院的創建年份和傳統英文名。